# Países na cerimônia de abertura dos Jogos Olímpicos de Verão de 2020
Durante o desfile das nações da cerimônia de abertura dos Jogos Olímpicos de Verão de 2020, atletas e oficiais de cada país participante desfilarão no Estádio Olímpico precedidos por sua bandeira. Cada porta-bandeira foi escolhido por seu respectivo Comitê Olímpico Nacional ou pelos próprios atletas. Tal como acontece com a tradição, a Grécia foi o primeiro país a desfilar, seguido dos países por ordem alfabética em língua japonesa.
Em 30 de março de 2020, o COI e o TOCOG anunciaram um acordo para a nova data da cerimônia de abertura após o adiamento pela pandemia da COVID-19, para 23 de julho de 2021.

## Ordem do desfile
Os atletas entrarão no estádio em uma ordem ditada pela tradição olímpica. Como o país de origem das Olimpíadas, a Grécia entrará primeiro. As outras delegação entrarão em ordem katakana, baseado nos nomes das nações na língua japonesa, a primeira vez em que isso ocorrerá, já que a língua inglesa foi utilizada nas edições anteriores no Japão. Seguindo a tradição, a delegação do país-sede, Japão, entrará por último. Os nomes das nações serão anunciados em francês, seguido por inglês e japonês, as línguas oficiais do movimento olímpico e do país-sede, de acordo com as regras tradicionais do Comitê Olímpico Internacional (COI).
O Time Olímpico de Refugiados, composto por refugiados de diversos países, será a segunda nação a entrar, após a Grécia. Pela primeira vez na cerimônia de abertura, as nações que sediarão as próximas duas edições em 2024 e 2028, França e Estados Unidos, marcharão antes do país-sede, em vez de entrarem na 154ª posição (entre Brasil e Bulgária) e na 7ª posição (entre Afeganistão e Samoa Americana), respectivamente, de acordo com a ordem alfabética japonesa.
Em 9 de dezembro de 2019, a Agência Mundial Antidoping (WADA) baniu a Rússia do esporte internacional por um período de quatro anos, após o governo russo ter adulterado dados de laboratório entregues à WADA como condição para a Agência Russa Antidoping (RUSADA) ser reestablecida. Como resultado do banimento, a WADA planejava permitir atletas russos devidamente limpos e liberados individualmente a participar das Olimpíadas de Verão de 2020 sob uma bandeira neutra, como acontecido nos Jogos Olímpicos de Inverno de 2018, mas eles não poderiam competir em esportes por equipe. O título da bandeira neutra ainda estava para ser definido; O chefe do Comitê de Revisão de Conformidade da WADA, Jonathan Taylor, declarou que o COI não poderia utilizar o termo"Atletas Olímpicos da Rússia" (OAR) como fez em 2018, enfatizando que atletas neutros não podem ser retratados como representando uma nação específica. A Rússia posteriormente fez uma apelação na Corte Arbitral do Esporte (CAS) contra a decisão da WADA. A Corte Arbitral do Esporte, ao revisar a apelação da Rússia de seu caso da WADA, , julgou em 17 de dezembro de 2020 por reduzir a penalidade estabelecida pela WADA. Em vez de banir a Rússia dos eventos esportivos, a determinação permitiu à Rússia a participação nas Olimpíadas e em outros eventos internacionais, porém por um período de dois anos a equipe não pode utilizar o nome, a bandeira, ou o hino russo e deve se apresentar como "Atleta Neutro" ou "Equipe Neutra". A determinação permite os uniformes a levar o nome "Rússia, assim como as cores da bandeira russa no design do uniforme, embora o nome deva ter predominância igual à designação "Atleta/Equipe Neutra".
Em 19 de fevereiro de 2021, foi anunciado que a Rússia competirá sob o acrônimo "ROC" após o nome Comitê Olímpico Russo, embora o nome do comitê em si não pode ser utilizado para se referir à delegação. A Rússia será representada pela bandeira do Comitê Olímpico Russo. 
Em 6 de abril de 2021, a Coreia do Norte anunciou que não participará dos Jogos Olímpicos de Verão de 2020, devido a preocupações com a COVID-19. Esta será a primeira ausência da Coreia do Norte nas Olimpíadas de Verão desde Seul 1988. A Coreia do Norte teria marchado entre a Tunísia e o Chile.

## Lista
Abaixo está a lista do desfile das nações e do porta-bandeira de cada delegação, na mesma ordem do desfile. Ela é classificável pelo nome da nação, do nome ou do esporte do porta-bandeira. Os nomes são dados na forma oficial fornecida pelo COI. Note que a lista ainda não está finalizada e está sujeita a mudança pelos organizadores.
| Ordem | Nação                                 | Japonês                          | Tradução romana          | Porta-bandeira (possibilidade de até dois)  | Esporte                   |
| ----- | ------------------------------------- | -------------------------------- | ------------------------ | ------------------------------------------- | ------------------------- |
| 1     | Grécia (GRE)                          | ギリシャ                         | Girisha                  | Anna Korakaki Eleftherios Petrounias        | Tiro Ginástica            |
| 2     | Equipe Olímpica de Refugiados (ROT)   | 難民オリンピックチーム           | Nanmin orinpikkuchīmu    | Yusra Mardini Tachlowini Gabriyesos         | Natação Atletismo         |
| 3     | Islândia (ISL)                        | アイスランド                     | Aisurando                | Snæfríður Jórunnardóttir Anton McKee        | Natação                   |
| 4     | Irlanda (IRL)                         | アイルランド                     | Airurando                | Kellie Harrington Brendan Irvine            | Boxe                      |
| 5     | Azerbaijão (AZE)                      | アゼルバイジャン                 | Azerubaijan              | Farida Azizova Rustam Orujov                | Taekwondo Judô            |
| 6     | Afeganistão (AFG)                     | アフガニスタン                   | Afuganisutan             | Farzad Mansouri Kamia Yousufi               | Taekwondo Atletismo       |
| 7     | Samoa Americana (ASA)                 | アメリカ領サモア                 | Amerikaryō Samoa         | Tilali Scanlan Tanumafili Malietoa Jungblut | Natação Halterofilismo    |
| 8     | Ilhas Virgens Americanas (ISV)        | アメリカ領バージン諸島           | Amerikaryō Bājin Shoto   | Natalia Kuipers Adriel Sanes                | Natação                   |
| 9     | Emirados Árabes Unidos (UAE)          | アラブ首長国連邦                 | Arabu Shuchōkoku Renpō   | Yousuf Almatrooshi                          | Natação                   |
| 10    | Argélia (ALG)                         | アルジェリア                     | Arujeria                 | Amel Melih Mohamed Flissi                   | Natação Boxe              |
| 11    | Argentina (ARG)                       | アルゼンチン                     | Aruzenchin               | Santiago Lange Cecilia Carranza             | Vela                      |
| 12    | Aruba (ARU)                           | アルバ                           | Aruba                    | Allyson Ponson Mikel Schreuders             | Natação                   |
| 13    | Albânia (ALB)                         | アルバニア                       | Arubania                 | Luiza Gega Briken Calja                     | Atletismo Halterofilismo  |
| 14    | Armênia (ARM)                         | アルメニア                       | Arumenia                 | Varsenik Manucharyan Hovhannes Bachkov      | Natação Boxe              |
| 15    | Angola (ANG)                          | アンゴラ                         | Angora                   | Natália Bernardo Matias Montinho            | Handebol Vela             |
| 16    | Antígua e Barbuda (ANT)               | アンティグア・バーブーダ         | Antigua Bābūda           | Samantha Roberts Cejhae Greene              | Natação Atletismo         |
| 17    | Andorra (AND)                         | アンドラ                         | Andora                   | Mònica Dòria Pol Moya                       | Canoagem Atletismo        |
| 18    | Iêmen (YEM)                           | イエメン                         | Iemen                    | Yasameen Al Raimi Ahmed Ayash               | Tiro Judô                 |
| 19    | Grã-Bretanha (GBR)                    | イギリス                         | Igirisu                  | Hannah Mills Moe Sbihi                      | Vela Remo                 |
| 20    | Ilhas Virgens Britânicas (IVB)        | イギリス領バージン諸島           | Igirisuryō Bājin Shotō   | Elinah Phillip Kyron McMaster               | Natação Atletismo         |
| 21    | Israel (ISR)                          | イスラエル                       | Isuraeru                 | Hanna Knyazyeva-Minenko Yakov Toumarkin     | Atletismo Natação         |
| 22    | Itália (ITA)                          | イタリア                         | Itaria                   | Jessica Rossi Elia Viviani                  | Tiro Ciclismo             |
| 23    | Iraque (IRQ)                          | イラク                           | Iraku                    | Fatimah Abbas Mohammed Al-Khafaji           | Tiro Remo                 |
| 24    | Irã (IRN)                             | イラン・イスラム共和国           | Iran Isuramu Kyōwakoku   | Hanieh Rostamian Samad Nikkhah Bahrami      | Tiro Basquetebol          |
| 25    | Índia (IND)                           | インド                           | Indo                     | Mary Kom Manpreet Singh                     | Boxe Hóquei sobre a grama |
| 26    | Indonésia (INA)                       | インドネシア                     | Indoneshia               | Rio Waida                                   | Surfe                     |
| 27    | Uganda (UGA)                          | ウガンダ                         | Uganda                   | Kirabo Namutebi Shadiri Bwogi               | Surfe Boxe                |
| 28    | Ucrânia (UKR)                         | ウクライナ                       | Ukuraina                 | Olena Kostevych Bohdan Nikishyn             | Tiro Esgrima              |
| 29    | Uzbequistão (UZB)                     | ウズベキスタン                   | Uzubekisutan             | Oksana Chusovitina Bobo-Usmon Baturov       | Ginástica Boxe            |
| 30    | Uruguai (URU)                         | ウルグアイ                       | Uruguai                  | Déborah Rodríguez Bruno Cetraro             | Atletismo Remo            |
| 31    | Equador (ECU)                         | エクアドル                       | Ekuadoru                 | Neisi Dajomes Julio Castillo                | Halterofilismo Boxe       |
| 32    | Egito (EGY)                           | エジプト                         | Ejiputo                  |                                             |                           |
| 33    | Estônia (EST)                         | エストニア                       | Esutonia                 |                                             |                           |
| 34    | Essuatíni (SWZ)                       | エスワティニ                     | Esuwatini                |                                             |                           |
| 35    | Etiópia (ETH)                         | エチオピア                       | Echiopia                 |                                             |                           |
| 36    | Eritreia (ERI)                        | エリトリア                       | Eritoria                 |                                             |                           |
| 37    | El Salvador (ESA)                     | エルサルバドル                   | Erusarubadoru            |                                             |                           |
| 38    | Austrália (AUS)                       | オーストラリア                   | Ōsutoraria               |                                             |                           |
| 39    | Áustria (AUT)                         | オーストリア                     | Ōsutoria                 |                                             |                           |
| 40    | Omã (OMA)                             | オマーン                         | Omān                     |                                             |                           |
| 41    | Países Baixos (NED)                   | オランダ                         | Oranda                   |                                             |                           |
| 42    | Gana (GHA)                            | ガーナ                           | Gāna                     |                                             |                           |
| 43    | Cabo Verde (CPV)                      | カーボベルデ                     | Kāboberude               |                                             |                           |
| 44    | Guiana (GUY)                          | ガイアナ                         | Gaiana                   |                                             |                           |
| 45    | Cazaquistão (KAZ)                     | カザフスタン                     | Kazafusutan              |                                             |                           |
| 46    | Catar (QAT)                           | カタール                         | Katāru                   |                                             |                           |
| 47    | Canadá (CAN)                          | カナダ                           | Kanada                   |                                             |                           |
| 48    | Gabão (GAB)                           | ガボン                           | Gabon                    |                                             |                           |
| 49    | Camarões (CMR)                        | カメルーン                       | Kamerūn                  |                                             |                           |
| 50    | Gâmbia (GAM)                          | ガンビア                         | Ganbia                   |                                             |                           |
| 51    | Camboja (CAM)                         | カンボジア                       | Kanbojia                 |                                             |                           |
| 52    | Macedônia do Norte (MKD)              | 北マケドニア                     | Kita Makedonia           |                                             |                           |
| 53    | GUI Guiné                             | ギニア                           | Ginia                    | Voluntário                                  | N/A                       |
| 54    | Guiné-Bissau (GBS)                    | ギニアビサウ                     | Giniabisau               |                                             |                           |
| 55    | Chipre (CYP)                          | キプロス                         | Kipurosu                 |                                             |                           |
| 56    | Cuba (CUB)                            | キューバ                         | Kyūba                    |                                             |                           |
| 57    | Kiribati (KIR)                        | キリバス                         | Kiribasu                 |                                             |                           |
| 58    | Quirguistão (KGZ)                     | キルギス                         | Kirugisu                 |                                             |                           |
| 59    | Guatemala (GUA)                       | グアテマラ                       | Guatemara                |                                             |                           |
| 60    | Guam (GUM)                            | グアム                           | Guamu                    |                                             |                           |
| 61    | Kuwait (KUW)                          | クウェート                       | Kuuēto                   |                                             |                           |
| 62    | Ilhas Cook (COK)                      | クック諸島                       | Kukku Shotō              |                                             |                           |
| 63    | Granada (GRN)                         | グレナダ                         | Gurenada                 |                                             |                           |
| 64    | Croácia (CRO)                         | クロアチア                       | Kuroachia                |                                             |                           |
| 65    | Ilhas Cayman (CAY)                    | ケイマン諸島                     | Keiman Shotō             |                                             |                           |
| 66    | Quênia (KEN)                          | ケニア                           | Kenia                    |                                             |                           |
| 67    | Costa do Marfim (CIV)                 | コートジボワール                 | Kōtojibuwāru             |                                             |                           |
| 68    | Costa Rica (CRC)                      | コスタリカ                       | Kosutarika               |                                             |                           |
| 69    | Kosovo (KOS)                          | コソボ                           | Kosobo                   | Egzon Shala                                 | Lutas                     |
| 70    | Comores (COM)                         | コモロ                           | Komoro                   |                                             |                           |
| 71    | Colômbia (COL)                        | コロンビア                       | Koronbia                 |                                             |                           |
| 72    | Congo (CGO)                           | コンゴ                           | Kongo                    |                                             |                           |
| 73    | República Democrática do Congo (COD)  | コンゴ民主共和国                 | Kongo Minshu Kyōwakoku   |                                             |                           |
| 74    | Arábia Saudita (KSA)                  | サウジアラビア                   | Saujiarabia              |                                             |                           |
| 75    | Samoa (SAM)                           | サモア                           | Samoa                    |                                             |                           |
| 76    | São Tomé e Príncipe (STP)             | サントメ・プリンシペ             | Santome Purinshipe       |                                             |                           |
| 77    | Zâmbia (ZAM)                          | ザンビア                         | Zanbia                   |                                             |                           |
| 78    | San Marino (SMR)                      | サンマリノ                       | Sanmarino                |                                             |                           |
| 79    | Atletas Olímpicos da Rússia (OAR)     | ロシアオリンピック委員会         | Roshia Orinipkku Iinkai  | Sofya Velikaya Maksim Mikhaylov             | Esgrima Voleibol          |
| 80    | Serra Leoa (SLE)                      | シエラレオネ                     | Shierareone              |                                             |                           |
| 81    | Djibuti (DJI)                         | ジブチ                           | Jibuchi                  |                                             |                           |
| 82    | Jamaica (JAM)                         | ジャマイカ                       | Jamaika                  |                                             |                           |
| 83    | Geórgia (GEO)                         | ジョージア                       | Jōjia                    |                                             |                           |
| 84    | Síria (SYR)                           | シリア・アラブ共和国             | Shiria Arabu Kyōwakoku   |                                             |                           |
| 85    | Singapura (SGP)                       | シンガポール                     | Shingapōru               |                                             |                           |
| 86    | Zimbabwe (ZIM)                        | ジンバブエ                       | Jinbabue                 |                                             |                           |
| 87    | Suíça (SUI)                           | スイス                           | Suisu                    |                                             |                           |
| 88    | Suécia (SWE)                          | スウェーデン                     | Suwēden                  |                                             |                           |
| 89    | Sudão (SUD)                           | スーダン                         | Sūdan                    |                                             |                           |
| 90    | Espanha (ESP)                         | スペイン                         | Supein                   | Mireia Belmonte Saúl Craviotto              | Natação Canoagem          |
| 91    | Suriname (SUR)                        | スリナム                         | Surinamu                 | Jair Tjon En Fa                             | Ciclismo                  |
| 92    | Sri Lanka (SRI)                       | スリランカ                       | Suriranka                |                                             |                           |
| 93    | Eslováquia (SVK)                      | スロバキア                       | Surobakia                |                                             |                           |
| 94    | Eslovênia (SLO)                       | スロベニア                       | Surobenia                |                                             |                           |
| 95    | Seicheles (SEY)                       | セーシェル                       | Sēsheru                  |                                             |                           |
| 96    | Guiné Equatorial (GEQ)                | 赤道ギニア                       | Sekidō Ginia             |                                             |                           |
| 97    | Senegal (SEN)                         | セネガル                         | Senegaru                 |                                             |                           |
| 98    | Sérvia (SRB)                          | セルビア                         | Serubia                  |                                             |                           |
| 99    | São Cristóvão e Neves (SKN)           | セントクリストファー・ネイビス   | Sentokurisutofā Neibisu  |                                             |                           |
| 100   | São Vicente e Granadinas (VIN)        | セントビンセント・グレナディーン | Sentobinsento Gurenadīn  |                                             |                           |
| 101   | Santa Lúcia (LCA)                     | セントルシア                     | Sentorushia              |                                             |                           |
| 102   | Somália (SOM)                         | ソマリア                         | Somaria                  |                                             |                           |
| 103   | Ilhas Salomão (SOL)                   | ソロモン諸島                     | Soromon Shotō            |                                             |                           |
| 104   | Tailândia (THA)                       | タイ                             | Tai                      |                                             |                           |
| 105   | Coreia do Sul (KOR)                   | 大韓民国                         | Daikanminkoku            |                                             |                           |
| 106   | Taipé Chinês (TPE)                    | チャイニーズ・タイペイ           | Chainīzu Taipei          |                                             |                           |
| 107   | Tajiquistão (TJK)                     | タジキスタン                     | Tajikisutan              |                                             |                           |
| 108   | Tanzânia (TAN)                        | タンザニア連合共和国             | Tanzania Rengō Kyōwakoku |                                             |                           |
| 109   | República Checa (CZE)                 | チェコ共和国                     | Cheko Kyōwakoku          |                                             |                           |
| 110   | Chade (CHA)                           | チャド                           | Chado                    |                                             |                           |
| 111   | República Centro-Africana (CAF)       | 中央アフリカ共和国               | Chūō Afurika Kyōwakoku   |                                             |                           |
| 112   | China (CHN)                           | 中華人民共和国                   | Chūka Jinmin Kyōwakoku   |                                             |                           |
| 113   | Tunísia (TUN)                         | チュニジア                       | Chunishia                |                                             |                           |
| 114   | Chile (CHI)                           | チリ                             | Chiri                    |                                             |                           |
| 115   | Tuvalu (TUV)                          | ツバル                           | Tsubaru                  |                                             |                           |
| 116   | Dinamarca (DEN)                       | デンマーク                       | Denmāku                  |                                             |                           |
| 117   | Alemanha (GER)                        | ドイツ                           | Doitsu                   |                                             |                           |
| 118   | Togo (TOG)                            | トーゴ                           | Tōgo                     |                                             |                           |
| 119   | Dominica (DMA)                        | ドミニカ国                       | Dominika Koku            |                                             |                           |
| 120   | República Dominicana (DOM)            | ドミニカ共和国                   | Dominika Kyōwakoku       |                                             |                           |
| 121   | Trinidad e Tobago (TTO)               | トリニダード・トバゴ             | Torinidādo Tobago        |                                             |                           |
| 122   | Turcomenistão (TKM)                   | トルクメニスタン                 | Torukumenisutan          |                                             |                           |
| 123   | Turquia (TUR)                         | トルコ                           | Toruko                   |                                             |                           |
| 124   | Tonga (TGA)                           | トンガ                           | Tonga                    | Pita Taufatofua                             | Taekwondo                 |
| 125   | Nigéria (NGR)                         | ナイジェリア                     | Naijeria                 |                                             |                           |
| 126   | Nauru (NRU)                           | ナウル                           | Nauru                    |                                             |                           |
| 127   | Namíbia (NAM)                         | ナミビア                         | Namibia                  |                                             |                           |
| 128   | Nicarágua (NCA)                       | ニカラグア                       | Nikaragua                |                                             |                           |
| 129   | Níger (NIG)                           | ニジェール                       | Nijēru                   |                                             |                           |
| 130   | Nova Zelândia (NZL)                   | ニュージーランド                 | Nyūjīrando               | Daniel Willcox                              | Vela                      |
| 131   | Nepal (NEP)                           | ネパール                         | Nepāru                   |                                             |                           |
| 132   | Noruega (NOR)                         | ノルウェー                       | Noruwē                   |                                             |                           |
| 133   | Bahrein (BRN)                         | バーレーン                       | Bārēn                    |                                             |                           |
| 134   | Haiti (HAI)                           | ハイチ                           | Haichi                   |                                             |                           |
| 135   | Paquistão (PAK)                       | パキスタン                       | Pakisutan                |                                             |                           |
| 136   | Panamá (PAN)                          | パナマ                           | Panama                   |                                             |                           |
| 137   | Vanuatu (VAN)                         | バヌアツ                         | Banuatsu                 |                                             |                           |
| 138   | Bahamas (BAH)                         | バハマ                           | Bahama                   |                                             |                           |
| 139   | Papua-Nova Guiné (PNG)                | パプアニューギニア               | Papuanyūginia            |                                             |                           |
| 140   | Bermudas (BER)                        | バミューダ                       | Bamyūda                  |                                             |                           |
| 141   | Palau (PLW)                           | パラオ                           | Parao                    |                                             |                           |
| 142   | Paraguai (PAR)                        | パラグアイ                       | Paraguai                 |                                             |                           |
| 143   | Barbados (BAR)                        | バルバドス                       | Barubadosu               |                                             |                           |
| 144   | Palestina (PLE)                       | パレスチナ                       | Paresuchina              |                                             |                           |
| 145   | Hungria (HUN)                         | ハンガリー                       | Hangarī                  |                                             |                           |
| 146   | Bangladesh (BAN)                      | バングラデシュ                   | Banguradeshu             |                                             |                           |
| 147   | Timor-Leste (TLS)                     | 東ティモール                     | Higashi Timōru           |                                             |                           |
| 148   | Butão (BHU)                           | ブータン                         | Būtan                    |                                             |                           |
| 149   | Fiji (FIJ)                            | フィジー                         | Fijī                     | Sophia Morgan                               | Vela                      |
| 150   | Filipinas (PHI)                       | フィリピン                       | Firipin                  |                                             |                           |
| 151   | Finlândia (FIN)                       | フィンランド                     | Finrando                 |                                             |                           |
| 152   | Porto Rico (PUR)                      | プエルトリコ                     | Puerutoriko              |                                             |                           |
| 153   | Brasil (BRA)                          | ブラジル                         | Burajiru                 | Ketleyn Quadros Bruno Rezende               | Judô Vôlei                |
| 154   | Bulgária (BUL)                        | ブルガリア                       | Burugaria                |                                             |                           |
| 155   | Burquina Fasso (BUR)                  | ブルキナファソ                   | Burukinafaso             |                                             |                           |
| 156   | Brunei (BRU)                          | ブルネイ・ダルサラーム           | Burunei Darusalāmu       |                                             |                           |
| 157   | Burundi (BDI)                         | ブルンジ                         | Burunji                  |                                             |                           |
| 158   | Vietnã (VIE)                          | ベトナム                         | Betonamu                 |                                             |                           |
| 159   | Benim (BEN)                           | ベナン                           | Benin                    |                                             |                           |
| 160   | Venezuela (VEN)                       | ベネズエラ                       | Benezuera                |                                             |                           |
| 161   | Bielorrússia (BLR)                    | ベラルーシ                       | Berarūshi                |                                             |                           |
| 162   | Belize (BIZ)                          | ベリーズ                         | Berīzu                   |                                             |                           |
| 163   | Peru (PER)                            | ペルー                           | Perū                     |                                             |                           |
| 164   | Bélgica (BEL)                         | ベルギー                         | Berugī                   |                                             |                           |
| 165   | Polônia (POL)                         | ポーランド                       | Pōrando                  |                                             |                           |
| 166   | Bósnia e Herzegovina (BIH)            | ボスニア・ヘルツェゴビナ         | Bosunia Herutsuegobina   |                                             |                           |
| 167   | Botsuana (BOT)                        | ボツワナ                         | Botsuana                 |                                             |                           |
| 168   | Bolívia (BOL)                         | ボリビア                         | Boribia                  |                                             |                           |
| 169   | Portugal (POR)                        | ポルトガル                       | Porutogaru               |                                             |                           |
| 170   | Hong Kong (HKG)                       | ホンコン・チャイナ               | Honkon Chaina            |                                             |                           |
| 171   | Honduras (HON)                        | ホンジュラス                     | Honjurasu                |                                             |                           |
| 172   | Ilhas Marshall (MHL)                  | マーシャル諸島                   | Māsharu Shotō            |                                             |                           |
| 173   | Madagascar (MAD)                      | マダガスカル                     | Madagasukaru             |                                             |                           |
| 174   | Malawi (MAW)                          | マラウイ                         | Maraui                   |                                             |                           |
| 175   | Mali (MLI)                            | マリ                             | Mari                     |                                             |                           |
| 176   | Malta (MLT)                           | マルタ                           | Maruta                   |                                             |                           |
| 177   | Malásia (MAS)                         | マレーシア                       | Marēshia                 | Goh Liu Ying Khairul Anuar Mohamad          | Badminton Tiro com arco   |
| 178   | Estados Federados da Micronésia (FSM) | ミクロネシア                     | Mikuroneshia             |                                             |                           |
| 179   | África do Sul (RSA)                   | 南アフリカ                       | Minami Afurika           |                                             |                           |
| 180   | Sudão do Sul (SSD)                    | 南スーダン                       | Minami Sūdan             |                                             |                           |
| 181   | Mianmar (MYA)                         | ミャンマー                       | Myanmā                   |                                             |                           |
| 182   | México (MEX)                          | メキシコ                         | Mekishiko                |                                             |                           |
| 183   | Maurício (MRI)                        | モーリシャス                     | Mōrishusu                |                                             |                           |
| 184   | Mauritânia (MTN)                      | モーリタニア                     | Mōritania                |                                             |                           |
| 185   | Moçambique (MOZ)                      | モザンビーク                     | Mozanbīku                |                                             |                           |
| 186   | Mônaco (MON)                          | モナコ                           | Monako                   |                                             |                           |
| 187   | Maldivas (MDV)                        | モルディブ                       | Morudibu                 |                                             |                           |
| 188   | Moldávia (MDA)                        | モルドバ共和国                   | Morudoba Kyōwakoku       |                                             |                           |
| 189   | Marrocos (MAR)                        | モロッコ                         | Morokko                  |                                             |                           |
| 190   | Mongólia (MGL)                        | モンゴル                         | Mongoru                  |                                             |                           |
| 191   | Montenegro (MNE)                      | モンテネグロ                     | Monteneguro              |                                             |                           |
| 192   | Jordânia (JOR)                        | ヨルダン                         | Yorudan                  |                                             |                           |
| 193   | Laos (LAO)                            | ラオス                           | Raosu                    |                                             |                           |
| 194   | Letônia (LAT)                         | ラトビア                         | Ratobia                  |                                             |                           |
| 195   | Lituânia (LTU)                        | リトアニア                       | Ritoania                 |                                             |                           |
| 196   | Líbia (LBA)                           | リビア                           | Ribia                    |                                             |                           |
| 197   | Liechtenstein (LIE)                   | リヒテンシュタイン               | Rihitenshutain           |                                             |                           |
| 198   | Libéria (LBR)                         | リベリア                         | Riberia                  |                                             |                           |
| 199   | Romênia (ROU)                         | ルーマニア                       | Rūmania                  | Simona Halep                                | Tênis                     |
| 200   | Luxemburgo (LUX)                      | ルクセンブルク                   | Rukusenburuku            |                                             |                           |
| 201   | Ruanda (RWA)                          | ルワンダ                         | Ruwanda                  |                                             |                           |
| 202   | Lesoto (LES)                          | レソト                           | Resoto                   |                                             |                           |
| 203   | Líbano (LBN)                          | レバノン                         | Rebanon                  | Ray Bassil                                  | Tiro                      |
| 204   | Estados Unidos (USA)                  | アメリカ合衆国                   | Amerika Gasshūkoku       |                                             |                           |
| 205   | França (FRA)                          | フランス                         | Furansu                  |                                             |                           |
| 206   | Japão (JPN)                           | 日本                             | Nihon/Nippon             | Yui Susaki Rui Hachimura                    |                           |